# Denacifikacija
Denacifikacija (nemško Entnazifizierung) je naziv za skupino postopkov, ki so jih uvedli zavezniki v Nemčiji in Avstriji po drugi svetovni vojni. S tem so hoteli popolnoma zatreti nacistično ideologijo.

## Začetki denacifikacije
Januarja 1946 je Zavezniški nadzorni svet objavil napotke za postopno zatrtje nacističnih idej. Objavljena so bila imena organizacij s seznami pripadnikov, kar je omogočilo takojšnjo prepoved njihovega obstoja in začetek sistematičnega osebnega preganjanja. Akcija je segala na vsa družbena področja: kulturo, gospodarstvo, pravosodje, politiko in občila. Trajala je do nastanka Zvezne republike Nemčije leta 1949.
Zavezniški napotki so seveda veljali za vse štiri zasedene cone, a niso bili povsod upoštevani z enako strogostjo.

## Odstranjevanje organizacij in posameznikov
V coni pod ameriško okupacijo so zavezniki kmalu formalno predali odgovornost lokalnim oblastem, ki pa niso imele veliko avtonomije. Ker je denacifikacija Amerikancem pomenila predvsem prevzgojo nemškega prebivalstva, so od vsakega posameznika zahtevali, da se preko obveznih anket "izpove" svoje preteklosti in izrazi trenutno politično stališče. Posledice so bile množična zapiranja in predvsem obsodba približno 1.900.000 intelektualcev na izključno fizično delo. Nad vsemi občili (tisk, radijske postaje, gledališča in kinodvorane) je bila vzpostavljena cenzura ameriške vojske, kar je med drugim privedlo do uničenja preko 30 tisoč leposlovnih knjig in šolskih učbenikov. Gledano iz današnjih zornih kotov, je tako ravnanje s civilnim prebivalstvom imelo samo namen, da poniža in moralno stre premagani narod, kar je v naslednjih desetletjih povzročilo obnovo skrajnega nacističnega mišlenja med mladino (neonacizem). Leta 1948 je nastopajoča hladna vojna prepričala Amerikance, da nacisti niso glavni sovražnik, zato so denacifikacijo postopoma opustili, dokler je niso proglasili za "škodljiv lov na čarovnice" (counterproductive witch hunt) 
Sovjetski NKVD je interniral naciste v že obstoječa taborišča, kamor so bili večkrat poslani tudi osumljenci in obtoženci brez pravega procesa. Po nekaterih virih
je v teh taboriščih umrlo vsaj 43.000 oseb in ni mogoče vedeti, koliko od teh je bilo nacistov. Ker torej sovjetske oblasti niso posebej omenjale nacistov, so bile osumljene skrite kolaboracije z njimi. Prav tako je takratna Vzhodna Nemčija obtoževala Zahodno, da je nadaljevanje nacistične Nemčije. Celo zloglasni Berlinski zid je bil izrecno sezidan za obrambo državljanov pred nacisti Zahodne Nemčije.
V angleški in v francoski coni je denacifikacija potekala bolj umirjeno. Odstranjeni so bili vsi njeni vidnejši predstavniki, a pripadniki in simpatizerji niso bili preganjani.
Preganjanje nacistov se ni omejilo na samo Nemčijo in Avstrijo, temveč je potekalo v vseh državah, ki so bile med vojno pod nemškim pritiskom. Takoj po koncu vojne so se vrstili procesi nacistov v Grčiji, Jugoslaviji, Franciji, Belgiji in Norveški. Vendar v večini primerov niso bili sojeni nacistični oficirji, temveč kolaboracionisti.

## Psihološka denacifikacija
Vzporedno z onesposabljanjem nacističnih organizacij in posameznikov je potekala psihološka stran projekta. Zavezniška propaganda je imela eno samo nalogo, prepričati Nemce in ostali svet, da je vsak od njih osebno kriv vojnih grozot. Poudarek je bil na osebni odgovornosti, se pravi, da se je vsak posamezni Nemec moral zagovarjati pred svetom za obstoj nacizma. V Nemčiji so ti nauki privedli do skrajno krutih dejanj. Tako je bila mladina poslana "pospravljat lagerje", kar je pomenilo tudi pokopavanje že razpadajočih trupel ali izkopavanje mrličev iz skupnih grobov. Tisk in lepaki pa so prikazovali fotografije taborišč in njihovih žrtev s podnapisi v stilu "to je tvoja krivda".
Tudi drugod po Evropi in predvsem v ZDA je propaganda prikazovala Nemce kot edine krivce vojne, osebno odgovorne za vse prizadeto gorje. Prebivalstvo zahodne Evrope ni preveč nasedlo tej propagandi, ker je osebno doživelo vojno in skupaj s slabimi lastnostmi Nemcev večkrat spoznalo tudi njihove pozitivne strani. V vzhodnih delih Evrope pa je komunistična ideologija ohranila mržnjo in prezir do Nemškega naroda. Še bolj se je propaganda oprijela Američanov, ki niso imeli direktnih stikov z Evropo in so sprejemali novice, ki so bile na razpolago. Na razpolago pa so bili samo negativni opisi Nemcev, grozljivi filmi o taboriščih in karikature nacističnih voditeljev.

## Konec denacifikacije
Nemško prebivalstvo seveda ni bilo zadovoljno z ameriškim predstavljanjem njihove realnosti in že leta 1949, ko je bila proglašena nova nemška država Zvezna republika Nemčija, se je njen kancler Konrad Adenauer zavzel za odpravo denacifikacije. Najprej je imenoval za svojega ožjega sodelavca Hansa Globkeja, bivšega nacističnega oficirja. Čeprav je postala nova država polnopravna šele leta 1955, je Adenauer že leta 1951 izvedel amnestijo za skupno 792.176 oseb, ki so bile obtožene vojnih zločinov.
S tem je močno znižal število obtožencev na Nürnberških procesih.
Nastop hladne vojne je spremenil ravnotežje sil. Ameriška propaganda je preusmerila svoje napade od Nemcev na Sovjete in Nemci so upočasnili ritem rehabilitacije nacistov in narodnega ugleda. Zaradi tega so v sedemdesetih letih preteklega stoletja nekateri skrajni levičarji (Frakcija rdeče armade) nastopili proti državi z uporabo sile. To so bili mladi ljudje, ki jim ni uspelo uskladiti vseh nasprotujočih si dejstev povojne Nemčije, in predstavljajo najbolj vidno posledico denacifikacije.